# ジェームズ・シェイ
ジェームズ・シェイ（James Shea, 1991年6月16日 - ）は、イングランド・イズリントン出身のサッカー選手。ルートン・タウンFC所属。ポジションはGK。

## 経歴
2007年にアーセナルFCのアカデミーに加入した。2011年2月、サウサンプトンFCに期限付き移籍したが、8日後に呼び戻された。
アーセナル退団後はノンリーグのクラブを経て、2014年7月4日にAFCウィンブルドンにフリーで加入した。
2017年7月3日、ルートン・タウンFCと単年契約を結んだ。